# 史提夫·加倫
史提夫·加倫（英語：Stephen "Steve" Gallen，1973年11月21日—），生於英國倫敦阿克頓，已退役愛爾蘭足球運動員，曾在昆士柏流浪青訓營發掘出現役英格蘭國腳史達寧，在1996年至97年香港球季尾短暫效力愉園，並在該季的總督盃決賽擔任後備，現時擔任英格蘭足球甲級聯賽球會查爾頓首席球探。

## 教練生涯
史加倫生於英國倫敦阿克頓，自小是昆士柏流浪球迷，亦是出身於昆士柏流浪青訓，於16歲投身職業足球，直到在英國與唐卡士打流浪約滿後，首次外流，加盟中國甲B聯賽球隊佛山。在1997年，只有23歲的史加倫在離開內地球壇、回英國之前，在香港逗留了三星期，並加盟老牌勁旅愉園。於1996年至97年球季尾，他參與了該季的總督盃決賽，並擔任後備，最終愉園以互射十二碼6–7落敗。
球季結束後，加倫獲愉園開出新合約，同時也獲母會昆士柏流浪給予兼職U12教練的工作，權衡輕重下，他選擇後者。在昆士柏流浪的19年間，他帶領該隊不同組別的梯隊作賽，亦曾在昆士柏流浪青訓營發掘出現役英格蘭國腳史達寧。
直至2015/16球季，加倫晉升為一隊教練，也在歐洲國家盃出任技術分析工作。2016年7月，他獲曾在昆士柏流浪合作、已離任香港飛馬總領隊的奇雲邦特引薦到香港執教香港飛馬，並簽約一年。
不過飛馬於季初因有球員涉及假波案件，令球隊人腳調動大受影響，加上經過開季4個多月後，球隊只錄得2勝3和3負的成績，結果飛馬在11月3日宣布與加倫提前解除合約。

## 榮譽

### 教練時期
昆士柏流浪U18
- 青年聯盟冠軍（英语：Football League Youth Alliance#Youth Alliance Cup）（2009–10季度）
- 東南青年聯盟冠軍（英语：Football League Youth Alliance#South East Conference）（2010–11、2011–12季度）
- 職業發展聯盟亞軍（英语：Professional Development League#Category 2 2）（2012–13季度）
- 奧斯文洛斯基紀念盃亞軍（2013）
- 紐華克國際經典足球冠軍（2013）

昆士柏流浪U21
- 職業發展聯盟亞軍（英语：Professional Development League#Category 2）（2013–14季度）